# FAI Cup 2024
La FAI Cup 2024, denominata Sports Direct FAI Cup per ragioni di sponsorizzazione, è stata la 104ª edizione della Coppa nazionale irlandese di calcio. È iniziata il 12 maggio 2024 ed è terminata il 10 novembre dello stesso anno.
Il St Patrick's era la squadra campione in carica. La coppa è stata vinta dal Drogheda Utd.

## Squadre partecipanti
Alla competizione prendono parte 40 squadre, 10 per ognuna delle prime due serie nazionali e altre 20 dai campionati dilettantistici.
| Premier Division | First Division                                                                                                   | Leinster Senior League | Munster Senior League | Altri campionati                           |
| --- | --- | --- | --- | ------------------------------------------ |
| - Bohemians - Derry City - Drogheda - Dundalk - Galway United - St Patrick's - Shamrock Rovers - Shelbourne - Sligo Rovers - Waterford | - Athlone Town - Bray Wanderers - Cobh Ramblers - Cork City - Finn Harps - Kerry - Longford Town - UCD - Wexford | - Ayrfield United - Ballyfermot Utd - Collinstown - Glebe North - Gorey Rangers - Kilbarrack United - Maynooth Town - St. Francis - Wayside Celtic | - Carrigaline United - Cobh Wanderers - College Corinthians - Leeds AFC - Midleton - Ringmahon Rangers - Rockmount - Wilton United | - Cockhill Celtic - Pike Rovers - Villa FC |

## Primo turno
Il sorteggio per il primo turno è stato effettuato il 17 aprile 2024 da Stephen McGuinness e dal presidente della FAI Paul Cook.
| Squadra 1           | Risultato       | Squadra 2       |
| ------------------- | --------------- | --------------- |
| 17 maggio 2024      |                 |                 |
| Wayside Celtic      | 2 – 1 (dts)     | Collinstown     |
| 18 maggio 2024      |                 |                 |
| Midleton            | 3 – 0           | St. Francis     |
| Maynooth Town       | 1 – 4           | Gorey Rangers   |
| College Corinthians | 4 – 5           | Cobh Wanderers  |
| 19 maggio 2024      |                 |                 |
| Cockhill Celtic     | 7 – 1           | Ayrfield United |
| Pike Rovers         | 1 – 1 (3-1 dtr) | Villa FC        |
| Ballyfermot Utd     | 3 – 0           | Rockmount       |
| Wilton United       | 1 – 0           | Glebe North     |

## Secondo turno
Il sorteggio per il secondo turno è stato effettuato il 6 giugno.
| Squadra 1       | Risultato       | Squadra 2          |
| --------------- | --------------- | ------------------ |
| 19 luglio 2024  |                 |                    |
| Athlone Town    | 1 – 0           | Ringmahon Rangers  |
| Bohemians       | 1 – 0           | Shamrock Rovers    |
| Cobh Ramblers   | 0 – 2           | Kerry              |
| Drogheda Utd    | 2 – 1           | Dundalk            |
| Galway United   | 6 – 0           | Longford Town      |
| Treaty United   | 0 – 0 (4-1 dtr) | Kilbarrack United  |
| Waterford       | 2 – 1           | Cockhill Celtic    |
| Wilton United   | 2 – 1           | Carrigaline United |
| 20 luglio 2024  |                 |                    |
| Pike Rovers     | 3 – 1           | Midleton           |
| Cork City       | 1 – 0           | Finn Harps         |
| 21 luglio 2024  |                 |                    |
| Ballyfermot Utd | 3 – 1           | Leeds AFC          |
| Gorey Rangers   | 0 – 4           | UCD                |
| Bray Wanderers  | 0 – 1           | Shelbourne         |
| Wayside Celtic  | 1 – 3           | Wexford            |
| Derry City      | 3 – 0           | St Patrick's       |
| Sligo Rovers    | 3 – 0           | Cobh Wanderers     |

## Terzo turno
Il sorteggio per il terzo turno si è tenuto il 23 luglio.
| Squadra 1       | Risultato       | Squadra 2     |
| --------------- | --------------- | ------------- |
| 16 agosto 2024  |                 |               |
| Ballyfermot Utd | 0 – 3           | Wexford       |
| Cork City       | 0 – 1           | Derry City    |
| Drogheda Utd    | 9 – 0           | Wilton United |
| Shelbourne      | 1 – 1 (5-3 dtr) | Galway United |
| Treaty United   | 7 – 0           | Pike Rovers   |
| Waterford       | 2 – 3 (dts)     | Athlone Town  |
| 17 agosto 2024  |                 |               |
| Sligo Rovers    | 0 – 2           | UCD           |
| 18 agosto 2024  |                 |               |
| Kerry           | 2 – 2 (2-4 dtr) | Bohemians     |

## Quarti di finale
Il sorteggio per i quarti di finale si è tenuto il 20 agosto 2024.
| Squadra 1         | Risultato | Squadra 2     |
| ----------------- | --------- | ------------- |
| 13 settembre 2024 |           |               |
| UCD               | 0 – 4     | Bohemians     |
| Athlone Town      | 1 – 4     | Drogheda Utd  |
| Wexford           | 4 – 1     | Treaty United |
| 14 settembre 2024 |           |               |
| Derry City        | 2 – 0     | Shelbourne    |

## Semifinali
Il sorteggio per le semifinali si è tenuto il 14 settembre 2024.
| Squadra 1      | Risultato | Squadra 2  |
| -------------- | --------- | ---------- |
| 4 ottobre 2024 |           |            |
| Bohemians      | 0 – 2     | Derry City |
| 6 ottobre 2024 |           |            |
| Drogheda Utd   | 3 – 2     | Wexford    |

## Finale
| Dublino 10 novembre 2024, ore 15:00 GMT | Drogheda Utd | 2 – 0 | Derry City | Aviva Stadium |